# アレルゲン
アレルゲン（ドイツ語: Allergen）とは、アレルギー疾患を持っている人の抗体と特異的に反応する抗原のこと。一般には、そのアレルギー症状を引き起こす原因となる物質を言う。感作はされているが具体的な症状があるわけではない人においても、その抗体と反応する抗原についてもアレルゲンと呼ぶ。さらに広義には、それに対するアレルギー患者が多いなど、アレルギーの原因によくなり得る物質のこと。「アレル原」や「アレル源」と誤記されることもある。
正確には抗体と反応してアレルギーを引き起こす物質（抗原）そのものを指すが、その抗原を含んだ物質（食品など）を指すことも多い。たとえばスギ花粉症におけるアレルゲンは Cry j 1（クリジェイワン）などの花粉に含まれるタンパク質が同定されているが、一般にはスギ花粉症のアレルゲンはスギ花粉として認識されている。
アレルギー物質ともいう（とくに、上記の「アレルギーの原因によくなり得る物質」のことや、「アレルゲンを含んだ物質」の意でそう呼ばれる）。
免疫反応のひとつである抗原抗体反応における抗体をアンチボディ (antibody)、抗原をアンチゲン (antigen) というが、アレルゲンとはアンチゲンとアレルギーとを合成した造語である。アレルギーという疾患（メカニズム）の提唱者であるオーストリアの小児科医フォン・ピルケーがそのように呼んだ。

## 種類・分類
アレルギーとアレルゲンの関係は次の様に I から V 型に分類される。
| 反応型    | 同義語                                | 抗体        | 抗原                                                                                | ディエーターサイトカイン                | 受身伝達                         | 皮膚反応                                                                         | 代表疾患 |
| --------- | ------------------------------------- | ----------- | ----------------------------------------------------------------------------------- | --------------------------------------- | -------------------------------- | -------------------------------------------------------------------------------- | --- |
| I型反応   | 即時型 アナフィラキシー型             | IgE IgG4(?) | 外来性抗原 - ハウスダスト、ダニ、花粉、真菌、TDI、TMA（ハプテン）、薬剤（ハプテン） | ヒスタミン ECF-A ロイコトリエン PAFなど | 血清                             | 即時型 15-20分で最大の発赤と膨疹                                                 | アナフィラキシーショック、アレルギー性鼻炎、結膜炎、気管支喘息、蕁麻疹、アトピー性皮膚炎(?)                                                      |
| II型反応  | 細胞障害型 細胞融解型                 | IgG IgM     | 外来性抗原（ハプテン） - ペニシリンなどの薬剤 自己抗原 - 細胞膜・基底膜抗原         | 補体系                                  | 血清                             |                                                                                  | 不適合輸血による溶血性貧血、自己免疫性溶血性貧血、特発性血小板減少性紫斑病、薬剤性溶血性貧血、顆粒球減少症、血小板減少症、グッドパスチャー症候群 |
| III型反応 | 免疫複合体型 Arthus型（アルサス反応） | IgG IgM     | 外来性抗原 - 細菌、薬剤、異種蛋白 自己抗原 - 変性IgG、DNA                           | 補体系 リソソーム酵素                   | 遅発型 3-8時間で最大の紅斑と浮腫 | 血清病、SLE、リウマチ、糸球体腎炎、過敏性肺炎（III＋IV ?）、ABPA（I＋III＋IV ?） | |
| IV型反応  | 遅延型 細胞性免疫 ツベルクリン型      | 感作T細胞   | 外来性抗原 - 細菌、真菌 自己抗原                                                    | リンホカイン IL-2 IFN-r サイトカイン    | T細胞                            | 遅発型 24-72時間で最大の紅斑と硬結                                               | 接触性皮膚炎、アレルギー性脳炎、アトピー性皮膚炎(?)、過敏性肺炎（III＋IV?）、移植拒絶反応、結核性空洞、類上皮細胞性肉芽腫                        |

これらのうちで代表的なものは、花粉症の原因となる花粉、通年性アレルギー性鼻炎や気管支喘息、アトピー性皮膚炎の原因となる室内塵（ハウスダスト）などである。とくに気管支喘息においては真菌も重要である。アナフィラキシーショックを起こしやすいなど深刻な状態になりやすいのは、食品アレルギーにおける蕎麦や、蜂（の毒）などがよく知られている。
アレルゲンとしてよく知られたものでなくとも、職業上の事情などにより、その物質と長期間接するなどすれば、だんだんと感作が進み、いずれアレルギーを発症することもあるという。
しかしながら、アレルゲンとなるのは上記のような物質中に含まれるタンパク質または糖タンパクであることがほとんどで、それが人体を構成するタンパク質とは異質（異種タンパク質と呼ぶ）であるため、排除の原理が働いて抗体が産生され、それによって過剰な免疫反応であるアレルギー症状を起こすと考えられている。その意味では、体内に入っても異物として認識され得ないものは、アレルゲンにもなり得ないと考えられている。たとえば水や塩などは抗原にもアレルゲンにもなり得ない（下記のハプテンになり得るものは除く）。
食物アレルギーでは、牛肉、大豆、ピーナッツなど多様である。日本での調査では、全年齢の食物アレルギーの原因食物は鶏卵38.7%、牛乳20.9%、小麦12.1%、ピーナッツ4.8%、魚卵4.3%、果物4%、甲殻類3.9%、魚類2.5%、ソバ2.4%、木の実1.7%、大豆1.5%であり、0歳児では卵55.6%、牛乳27.3%、小麦9.6%で大半を占めるがその後耐性を獲得することも多く、20歳では小麦23.3%、甲殻類22.2%、果物類18.9%、魚類12.2%とその内容は変化する。
アレルギー疾患患者においては、こうした環境中のアレルゲンを排除するなどして、できるだけ接触しないようにすることが重要とされている。感作はしていても実際にアレルギーの発症を起こしていないならば無理に避ける必要はないともいわれるが、予防原則の立場からは若干の議論が残るところではある。

## 交差反応
たとえば各種のイネ科植物の花粉においては、含まれる抗原の特徴がきわめて似ているため、1種類の花粉のみに感作されていても、同種のイネ科花粉にアレルギー反応を起こすことが知られている。こうしたことを交差反応という。すなわち、異なる抗原もアレルゲンになり得る。交差抗原性があるという。
また、そうした花粉症患者のうち、花粉ではないものに反応する患者もいる。カバノキ科花粉症患者によくみられる口腔アレルギー症候群がそれで、リンゴやモモなどバラ科の果物を食べるとかゆみやしびれなどを感じる。これら果物で症状がないうちは問題ないと思われるが、かゆみ等出てきた場合ひどくなると呼吸困難等に至りアナフィラキシーショックを起こすこともあるので注意が必要である。医療機関で果物のアレルギー検査もできる。業務上ゴム製品に接することの多い人にみられるラテックス（ゴム）アレルギーがあるが、これはアボカド、バナナ、クリなどの食品と交差抗原性がある。ラテックス・フルーツ症候群という。

## 仮性アレルゲン
アレルゲンそのものではないが、アレルギー発症のメカニズムに関与するケミカルメディエーターと同様な物質を含むなどにより、多く摂取すると症状を悪化させ得ると考えられている物質を仮性アレルゲンと呼ぶ。とくに食物アレルギーにおいて、以下のようなものがあると考えられている（鮮度によって異なる場合があるので、不必要に恐れぬこと）。食物アレルギー以外にはほとんど影響しないと考えられている。実際の症状への影響において、これらを避けることを疑問視する見方もあるが、アレルギー患者ではなくとも鮮度の落ちた食材によってヒスタミン中毒などの食中毒を起こすことはある。
- ヒスタミンを含むもの（鶏肉、牛肉、エノキタケなど）
- セロトニンを含むもの（トマト、キウイフルーツ、バナナなど）
- アセチルコリンを含むもの（くわい、なす、たけのこなど）
- トリメチルアミンオキサイドを含むもの（カレイ、タラ、スズキなど）
- ノイリンを含むもの（冷蔵のタラ、サンマなど）

## ハプテンとアジュバント
分子量が小さいために新たにそれに対する抗体を作ることはないとされているが、既存の抗体と反応する物質がある。こうした物質をハプテンと呼ぶ。不完全抗原・部分抗原ともいう。アレルギー発症にかかわるメカニズムとしては、タンパク質と結びつくことが考えられており、こうした働きをするタンパク質をキャリアと呼ぶ。一部の金属アレルギーにおいて、その金属とタンパク質とが結び付くことによってアレルゲンとなり、アレルギーを発症するメカニズムが考えられている。
また、アレルゲンのアレルゲン性を高める、すなわちI型アレルギーであればIgEの産生能力を高める作用を持つ物質もあると考えられており、それをアジュバントと呼ぶ。くわしいメカニズムは明らかになっていない。広義ではアレルギー症状を増悪させ得る物質のことをもアジュバントと呼ぶことがあるが、広義すぎるきらいがある。増悪物質、刺激物質などと考えるべきであろう。

## アレルゲンの失活
上記のようにアレルゲンの多くはタンパク質であり、その性質からいって加熱すると構造が変化し、アレルゲン性を失ったり弱くなったりすることがある。たとえば卵は生よりも加熱調理したもののほうがアレルギーを引き起こす力が弱いことが知られている。果物なども同様であり、口腔アレルギー症候群の患者において、生のリンゴは食べられないが加熱したり缶詰などであれば症状を起こさないなどのこともある。しかしながら、こうした感受性は個人により異なるので、注意は必要である。

## 補足
現在では、食品衛生法にもとづき、食品のパッケージの原材料表示に、アレルギー物質として えび、かに、くるみ、小麦、そば、卵、乳、落花生(ピーナッツ)が含まれる場合、使用している旨を表示しなくてはならないように定められている。詳細は、特定原材料を参照。